# Glutealmusklerna

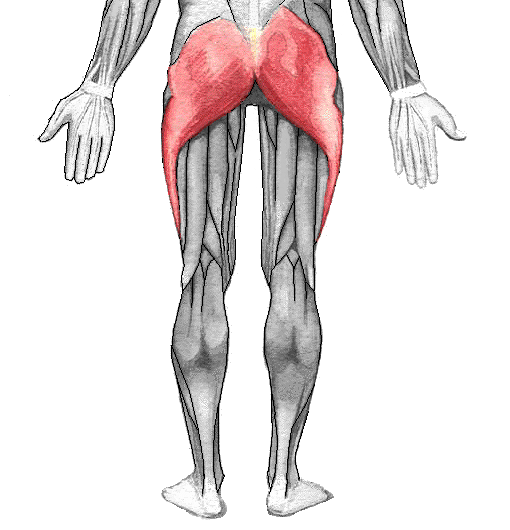
Stora sätesmuskeln, den yttersta av de tre sätesmusklerna.

Glutealmusklerna, eller sätesmusklerna, kallas de muskler som utgår från och täcker höftbenet och korsbenet och är fästa vid lårbenet med hjälp av kraftiga senor. Sätesmusklernas viktigaste funktion är att sträcka och föra låret utåt.
Glutealmusklerna utgörs av tre individuella muskler: gluteus maximus, gluteus medius och gluteus minimus.

## De tre sätesmusklerna

### Gluteus maximus
Den ytligaste sätesmuskeln är (musculus) gluteus maximus, eller "den stora sätesmuskeln". Den är normalt mellan sex och åtta centimeter tjock.